# Dreisel
Dreisel ist eine Ortschaft der Gemeinde Windeck im östlichen Rhein-Sieg-Kreis.

## Lage
Dreisel liegt am südlichen Siegufer, also geografisch im Westerwald, genauer im Leuscheid. Der Dreiseler Umlaufberg zeigt, dass dies früher anders war. Nachbarorte von Dreisel sind Dattenfeld im Nordwesten und der Weiler Helpenstell im Südosten. Dreisel wird von der Kreisstraße 23 durchzogen, die die Landesstraße 333 mit der Kreisstraße 7 verbindet.

## Geschichte
Der Ortsname Dreisel (früher: Dreesel, Dresel, Dreissel, Dreyssell, Dreselingen oder Dreissawel) wurde 1447 erstmals urkundlich erwähnt.
Vor 1932 gehörte Dreisel zum Kreis Waldbröl, danach zum Siegkreis. Am 1. August 1969 wurde Dreisel gemeinsam mit seinen Nachbarorten in die Gemeinde Windeck eingemeindet.
1863 hatte Dreisel 342 Einwohner, 1976 waren es 335 und 679 Einwohner im Jahr 2010.

## Sehenswürdigkeiten, Naturschutz

### Ehemalige Siegschleife
Zwischen Dreisel und Helpenstell liegen die Wiesen bei Dreisel. Das Gebiet umfasst mehrere Abschnitte eines ehemaligen Siegtalarmes zwischen den Orten Dreisel und Helpenstell mit großflächigem, artenreichem Feucht- und Nassgrünland sowie magerem Grünland am Hang des Umlaufberges.

### Die Dreiseler Kapelle
Die erste Kapelle des Ortes wurde 1741 erbaut, 1841 erweitert und 1909 wegen Baufälligkeit abgerissen. 1886 erhielt die Dorfkapelle eine Marienglocke aus der Glockengießerei Claren in Sieglar.
Die heutige Kapelle „Zum Heiligen Bruder Konrad“ wurde 1935 nach einer Bauzeit von zwei Jahren eingeweiht. 1973 wurde sie um eine Sakristei erweitert und erhielt ihr heutiges Aussehen.